# Tim Enthoven
Tim Enthoven (né le 30 août 1985 à La Haye) est un illustrateur, dessinateur, graveur et graphiste néerlandais. Il réalise entre autres des sérigraphies, des gravures, des illustrations et des séries d'animation.

## Biographie
Enthoven est diplômé avec distinction de la Design Academy Eindhoven en 2009 avec une thèse sur le roman graphique Binnenskamers. Il remporte le Prix René Smeets pour le meilleur projet de fin d'études du cursus. Le projet est exposé lors de la Dutch Design Week, au grand magasin Selfridges de Londres, au Frozen Fountain à Amsterdam, au Bries Space à Anvers et à la Foire internationale du livre de Pékin.
Déjà étudiant, Enthoven illustrait pour Het Financieele Dagblad et Intermediair de la branche VPRO Gids. Il se fait désormais un nom international en tant qu'illustrateur. En tant que designer, il crée un style visuel pour le festival Grand Foulard. Les dessins en sont la base : les portraits des artistes et des organisateurs sont les éléments constitutifs de tout le matériel visuel, y compris le logo et la police. Chaque nouvelle édition est différente, car l'image est repensée avec des portraits de nouveaux participants.
En 2011, Enthoven fait ses débuts chez Binnenskamers chez Bries en Belgique et chez De Harmonie aux Pays-Bas. Les réactions sont majoritairement positives, même si le créateur de la bande dessinée est accusé d'un « contrôle de style qui tendait vers l'autisme ». Cependant, il est également comparé à Brecht Evens, Charles Burns, Seth et Chris Ware. Le livre parle de l'étudiant névrosé Tim, dont la vie prévisible est perturbée par un appel téléphonique. Les illustrations claires et ordonnées en disent long sur la vision du monde de Tim : tout est encadré, contrôlé et arrangé. Le design et le contexte jouent un rôle tout aussi important que l’histoire et le dessin. Enthoven lui-même décrit le livre comme une construction de divers éléments autobiographiques, mais souligne qu'il s'agit d'une fiction.
Enthoven combine son travail pour des publications obscures telles que le magazine culte de Groningen Van Speijk avec des missions pour des titres bien connus tels que le New York Times Magazine, pour lequel il crée la couverture polémique The Human Swap avec 1 028 prisonniers dessinés à la main. En 2011, Enthoven a donné un avant-goût de ses talents sur piste courte dans Zone 5300 avec la bande dessinée Pastorale, sur son oncle Jos, peu alphabétisé. Il a également réalisé un court dessin animé pour Design Indaba, une conférence sur le design au Cap.

## Style
Dans son approche, Enthoven part d'une situation, d'un personnage ou d'un concept — l'intrigue est d'importance secondaire. Son style est naturaliste et orienté vers les lignes. C'est le résultat d'années de copie de livres d'anatomie et de travaux d'artistes de la Renaissance tels que Léonard de Vinci. Dessiner à partir de modèles réels à l'Académie royale de La Haye a également une influence, même si les professeurs de l'académie ont trouvé ses dessins trop rigides et démodés.
Les lignes strictes d'Enthoven restent semblables à celles d'un dessin grâce à l'utilisation du crayon. Le dessinateur de bandes dessinées Sébastien Conard caractérise le style comme suit : « une grande attention est portée à la finition soignée des personnages et des objets, même si Enthoven fait ici régulièrement preuve de négligence. Cela rend son langage visuel humain et même traditionnel à nouveau ».
Les caractéristiques du travail d'Enthoven sont l'attention portée à la composition, au rythme et à la spatialité. Il a une préférence pour les hachures, les motifs à chevrons et les coiffures, barbes et moustaches minutieusement détaillées, qui renforcent souvent l'absurdisme et l'aliénation. Dans une interview, Enthoven déclare qu'il préfère définir et compléter entièrement les dessins. Il les met ensuite à jour le moins possible par ordinateur.

## Influences
Enthoven est plus influencé par les arts visuels, la littérature et le cinéma que par la bande dessinée. Il lit beaucoup de romans et d'histoires – il utilise souvent une approche narrative dans ses dessins. Il compte Knut Hamsun et David Foster Wallace parmi ses influences littéraires. L'atmosphère des films de Michelangelo Antonioni est également une source d'inspiration, tout comme la précision des maîtres anciens tels que Balthasar van der Ast, Albrecht Dürer, Hans Holbein de Jonge, Lucas van Leyden, et Titiaan. Sa vision de l'art est également influencée par le travail d'artistes modernes tels que Gilbert & George, Anselm Kiefer, Martin Kippenberger, Leanne Shapton, et Cy Twombly,.